# Garage Palace
«Garage Palace» es un sencillo de la banda virtual británica Gorillaz, con la rapera británica de raíces nigerianas, Little Simz. El lanzamiento de la canción se produjo el 31 de octubre de 2017 de la versión Super Deluxe del álbum de estudio, Humanz.

## Visual
El visual de «Garage Palace» fue producido por el animador Nicos Livesey, y Hugo Donkin, en colaboración con Blinkink. Fue dirigido por Noah Harris. El visual presenta a los personajes de la banda y la representación de Little Simz –hecha por McKay Felt, diseñador que colabora habitualmente con ella–, en 8 bits. El visual muestra a la banda y a Little Simz venciendo a muchos enemigos.

## Personal
- Damon Albarn: escritor, sintetizadores
- Little Simz: vocales
- Remi Kabaka: percusión
- The Twilite Tone: programación de percusión, sintetizadores adicionales, producción